# Cypridina
Cypridina är ett släkte av kräftdjur som beskrevs av Milne-Edward 1840. Cypridina ingår i familjen Cypridinidae.
Kladogram enligt Catalogue of Life och Dyntaxa:
| Cypridina | \| \| Cypridina americana \| \| \| \| \| \| Cypridina megalops \| \| \| \| |
|           | \| \| Cypridina americana \| \| \| \| \| \| Cypridina megalops \| \| \| \| |
|           | Bathyvargula                                                               |
|           |                                                                            |
|           | Codonocera                                                                 |
|           |                                                                            |
|           | Cypridinodes                                                               |
|           |                                                                            |
|           | Cypridinoides                                                              |
|           |                                                                            |
|           | Doloria                                                                    |
|           |                                                                            |
|           | Gigantocypris                                                              |
|           |                                                                            |
|           | Macrocypridina                                                             |
|           |                                                                            |
|           | Metavargula                                                                |
|           |                                                                            |
|           | Paracypridina                                                              |
|           |                                                                            |
|           | Pterocypridina                                                             |
|           |                                                                            |
|           | Skogsbergia                                                                |
|           |                                                                            |
|           | Vargula                                                                    |
|           |                                                                            |
|           | Cypridina americana                                                        |
|           |                                                                            |
|           | Cypridina megalops                                                         |
|           |                                                                            |

|  | Cypridina americana |
|  |                     |
|  | Cypridina megalops  |
|  |                     |